# اچ‌دی ۱۵۶۸۴۶
اچ‌دی ۱۵۶۸۴۶ یک ستاره است که در صورت فلکی مارافسای قرار دارد.